# Kelpwoud

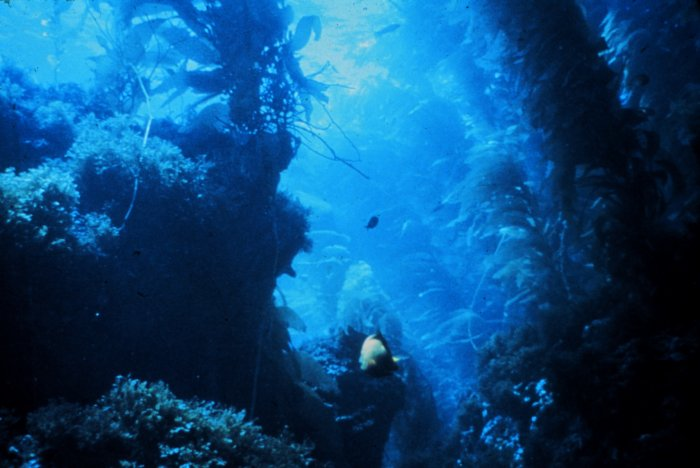
Blik in de diepte van het kelpwoud

Een kelpwoud is een wereldwijd voorkomend ecosysteem onder de zeespiegel. De naamgevende soort is de kelp. Dit zijn bijzonder groot groeiende meercellige soorten uit de afdeling van de bruinwieren (Phaeophyta). De in kelpwoud levende algen zijn overwegend bruinwieren en roodwieren (Rhodophyta).

## Structuur en bijzonderheden
De kelpwouden kunnen gezien worden als de onderzeese tegenhanger van de regenwouden omdat ze beiden een grote soortenverscheidenheid en een verticale structuur kennen. De moleculair bioloog J. Craig Venter berekende uit nieuw gevonden genen meer dan 1000 onontdekte soorten alleen al in de Sargassozee. Bijgevolg zouden zich in kelpwouden wereldwijd nog duizenden onbeschreven soorten kunnen bevinden, waaronder zich waarschijnlijk vooral veel micro-organismen uit het fytoplankton bevinden.
De dominerende soort in het kelpwoud, de reuzenkelp (Macrocystis perifera), bestaat hoofdzakelijk uit drie delen: het zuignaporgaan op de bodem, de buigzame stengel en de bladachtige uitsteeksels, die geen echte bladeren genoemd mogen worden, maar vaak wel als bladeren aangeduid worden. De delen verdelen overeenkomstig de ook voor normale bossen typische lagenstructuur in meerdere levensruimen: boven - gedeeltelijk zelfs aan het wateroppervlak - de bladeren van de grotere wieren die een soort boomkronen vormen. Daar onder ligt de middenbouw van de stengel in het schemerachtige licht, waarin talrijke vissensoorten rondzwemmen. Daar weer onder bevinden zich de zuignappen die zich hechten aan de donkere zeebodem. Net als bij het koraalrif is er concurrentie om het licht, een belangrijk mechanisme in de strijd tussen de verschillende soorten, evenals tussen organismen van dezelfde soort.
Afzonderlijke zeewieren kunnen een grote hoogte bereiken. Reuzenkelp heeft een groeitempo van wel 30 tot 50 centimeter per dag en kan maximaal 70 meter lang worden (gebruikelijk is tot 40 meter). Het snelle groeitempo leidt tot een zeer afwisselende plantengroei en een veelvuldige verandering van de bossen al naargelang het jaargetijde. Stormaanvallen in de herfst en winter trekken oude bladeren uit de kronen zodat er meer licht op de bodem terechtkomt. Daarbij kan het ook voorkomen dat het zuignaporgaan van de bodem loskomt waardoor de kelp vrij rond gaat zweven. De plant drijft dan naar de oppervlakte en groeit daar verder totdat ze ergens strand of warm water bereikt. Ook drijvend vormt de kelp een geschikt biotoop voor veel verschillende zeedieren.

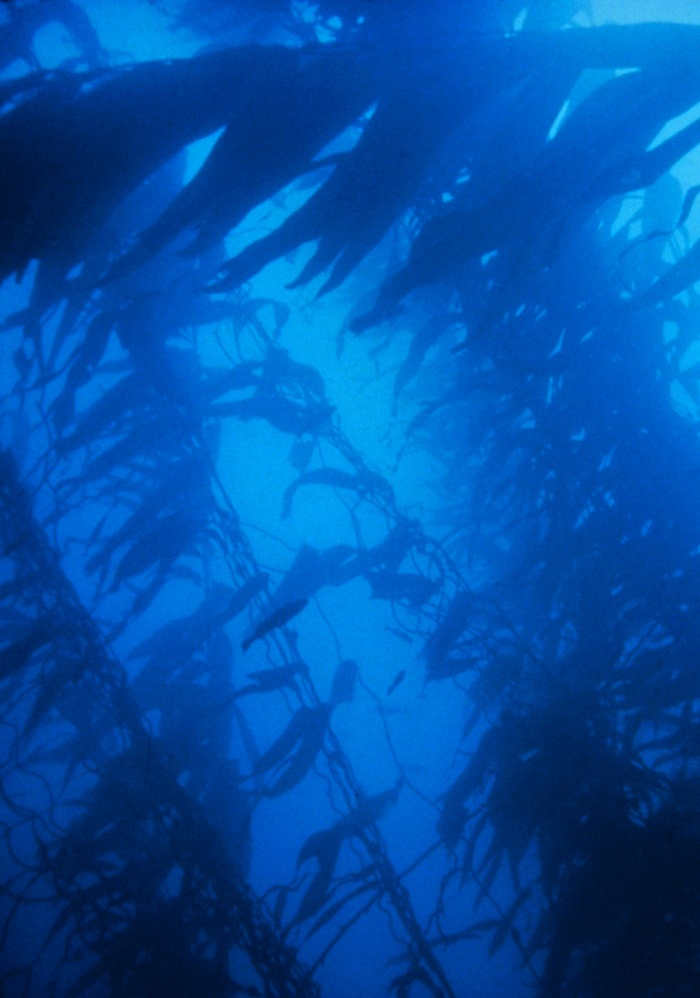
Reuzenkelp voor de kust van Californië

## Vereisten
Belangrijke standplaatsfactoren voor een kelpwoud zijn de lokale eigenschappen van de zee. De meeste meercellige algensoorten vereisen rustig water aangezien ze bij sterke stroming geen houvast kunnen vinden. Het water moet verder rijk aan voedingsstoffen en zeer helder zijn, aangezien er licht nodig is voor de fotosynthese. Om deze reden bevinden de kelpwouden zich meestal in de ondiepe wateren; ze komen zelden dieper dan 15 tot 40 m. voor. Daarbij vinden de planten het gemakkelijkst houvast in een rotsachtige bodem. In tegenstelling tot de koralen vereisen de wieren relatief lage temperaturen. De grotere wouden bevinden zich daarom in koude wateren waarbij 20 °C geldt als bovengrens.

## Verspreidingsgebied

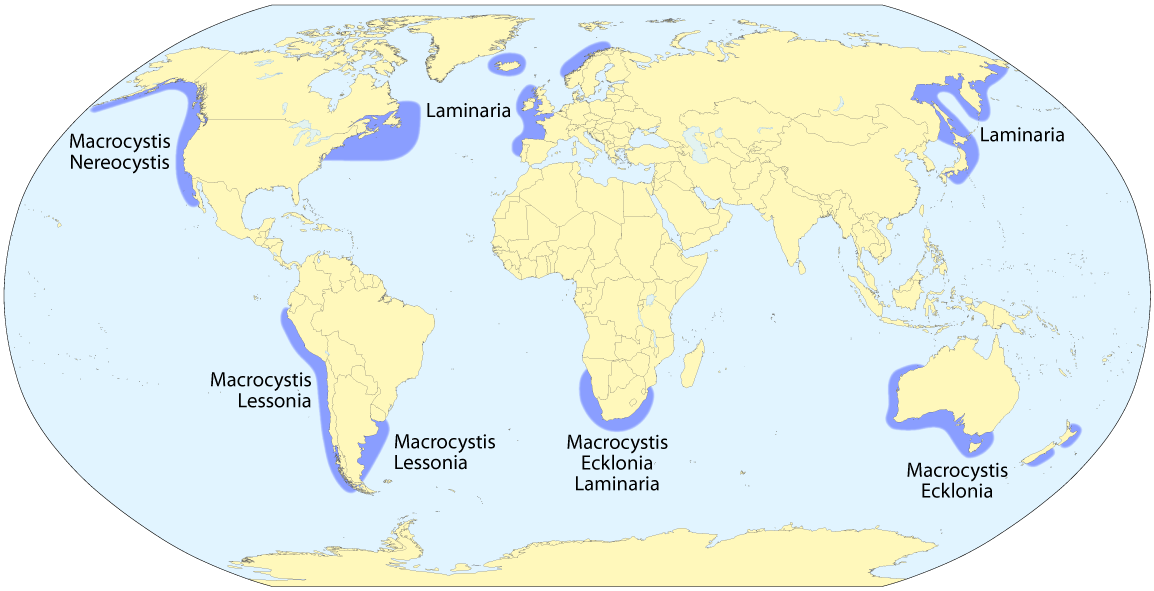
Verspreidingsgebied van kelp

Kelpwouden komen over de hele wereld voor tot in de noordelijke en de zuidelijke poolwateren. Het Duitstalig populairwetenschappelijk tijdschrift P.M. Magazin schat dat ze bij elkaar weleens een gezamenlijke oppervlakte even groot als Europa kunnen hebben.
Kelpwouden groeien langs de gehele westkust van de beide Amerika's, van de Aleoeten in Alaska tot aan de Straat Magellaan. Bijzonder uitgestrekt zijn de kelpwouden voor de kust van Californië, tussen San Diego en Santa Cruz. Deze zijn ook het best bestudeerd omdat de universiteiten van beide steden er onderzoek naar doen.
Kelpwouden zijn er verder in de Atlantische Oceaan voor de kust van Argentinië, in de bekende onderzeeoerwouden in de Sargassozee, voor de westelijke kust van Zuid-Afrika, hier en daar in de Indische Oceaan, voor de kusten van Australië en Nieuw-Zeeland en voor een deel van de kust van Antarctica.

## Typen
Kelpwouden hebben gewoonlijk een complexe, ruimtelijke structuur met vele naast elkaar levende geslachten, vergelijkbaar met bosvegetaties. In de oostelijke en noordelijke delen van de Grote Oceaan domineert vaak de eenjarige Stierkelp (Nereocystis luetkeana), die ook sterkere stromingen kan weerstaan. Kelpen die behoren tot de geslachten Macrocystis en Nereocystis hebben drijflichamen die de bladeren aan het wateroppervlak houden hetgeen effectief is voor de fotosynthese. Daarbij beginnen de algen verder in de breedte te groeien waardoor, naast de kronen, verdere uitgestrekte verticale lagen ontstaan.
Voor de kust van Alaska kan, wanneer de kelp ongeschonden is door zee-egels, het ertoe komen dat de Laminaria groenlandia overheerst en andere soorten het licht ontneemt.
Kelpwouden aan de Atlantische kust van Noord-Amerika zijn overvloedig maar kennen niet veel variatie in soorten. Zij bieden een geschikt ecosysteem voor rijke gemeenschappen van benthische (op de zeebodem levende) ongewervelden. Dit type kelpwoud komt voor tot aan Kaap Cod in het zuiden en komt slechts sporadisch voor aan de oostelijke zijde van Long Island.
In de Sargassozee in de Atlantische Oceaan komt geen woud in de vorm van reuzenkelpen voor, maar in plaats daarvan leven er vrij in het water zwevende bruinalgen van het geslacht Sargassum. Daarom is hier de algemenere aanduiding algenwoud of de specifiekere aanduiding Sargassumwoud meer op zijn plaats. De Sargassozee vormt een bijzonder leefgebied voor kleine krabben, wormen en andere zeedieren. Bovendien is het een belangrijk leefgebied voor palingen die er zich voortplanten. Ook is de Sargassozee een belangrijk gebied voor de planktonproductie. Er wordt geschat dat 30% van de planktonproductie van de Atlantische Oceaan in de Sargassozee plaatsvindt.

## De biotoop

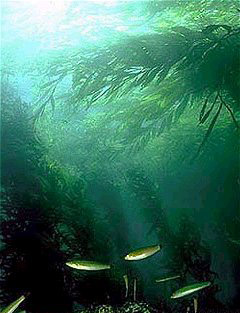
School vissen in het middengedeelte van het kelpwoud

Wier is voor zowel mensen (vooral in Japan) alsook voor dieren een belangrijk voedingsmiddel. Voor veel organismen zijn de wieren van essentieel belang. De kelpwieren zijn rijk aan vitaminen, eiwitten en spoorelementen. Bij het afsterven van het wier komen ook opgeloste vaste organische stoffen vrij. Mogelijkerwijs hebben de wouden door de fotosynthese analoog aan de tropische regenwouden zelfs een invloed op het wereldklimaat.
Onder de dieren die zich voeden met het wier zijn onder andere mosselen, mosdiertjes, borstelwormen, slakken en kreeften die op hun beurt weer als voedingsbron voor grotere dieren dienen. Voor de kust van Zuid-Afrika vallen in het bijzonder de zeeoren, grote zeeslakken, op. Hun huizen, ook wel perlemoen genoemd kunnen de grootte van een pompelmoes bereiken. Ook bij sterke stroming houden ze zich met hun zuignappen vast aan het kelp.
Het voor de wouden voordelige, langzame, rustige water zorgt voor grote concentraties van plankton, benthische ongewervelden en micro-organismen. Op de kelp zelf, bij voorkeur op de grote bladeren, leven regelmatig epifyten en zeeanemonen. De zeebodem onder de kelp is vaak bezaaid met sponzen en mosdiertjes.
In de middenbouw zwemmen talrijke vissen van verschillende afmetingen. Vooral de reuzenkelp biedt beschutting en nestplaats voor veel zeebewoners. Zo zoeken bijvoorbeeld jonge vissen en vliegende vissen vaak hun toevlucht in vrij drijvende kelp. Ook de tot de rifbaarzen behorende "blacksmith" (Chromis punctipinnis) voedt zich met parasieten van de kelp. Ook Kreeften zijn aan te treffen. Zulke soorten trekken jagers als de blauwe haai, de grote geelstaart (Seriola lalandei) en de maanvis aan. Dolfijnen zoals de witsnuitdolfijn zijn spelend met stukken ronddrijvend kelp waargenomen waarbij zij de wouden ook als schuilplaats gebruiken. Ook walvissen die zich met plankton voeden en roggen zoals de adelaarsroggen en sidderroggen die tussen het kelp naar prooi zoeken zijn gezien in de wouden.
Zeeotters voeden zich onder andere met zee-egels, die grote vijanden van het kelp zijn. De rijkelijk voorhanden zeesterren verspreiden eveneens zee-egels. Op hun beurt jagen zeevogels zoals de aalscholver op vissen in de kelpbossen.

## Bedreiging
Het gevoelige ecosysteem van onderzeese wouden wordt op veel manieren bedreigd.
- Vervuild zoetwater uit rivieren brengt pesticiden, onkruidverdelgers en andere chemicaliën de zee en dus de kelpwouden in. Daardoor wordt het ecologisch evenwicht verstoord hetgeen de soortenrijkdom en uiteindelijk het hele ecosysteem bedreigt.
- Zee-egels voeden zich met dit afvalwater hetgeen vooral in de Grote Oceaan leidt tot een grote toename van deze planten etende dieren. Verder ontstaat door overbevissing en de bedreiging van rovers zoals zeeotters en kabeljauw een gebrek aan natuurlijke vijanden van de zee-egels (alsook aaseters zoals zeekomkommers en slangsterren). Dit vormt een ernstige bedreiging voor het kelpwoud, omdat dit zich onder andere na stormschade alleen herstellen kan wanneer de dode begroeiing bijtijds opgeruimd wordt.
- Wegens de bloeiende zeewiermarkten bestaat op vele plaatsen het gevaar van roofbouw. Onder andere voor de kusten van Californië en Tasmanië wordt kelp sinds de jaren 50 met grote schepen, die met grote snijtanden de bladeren afknippen, geoogst. Bij het knippen van bladeren van de kroon kan het fenomeen optreden dat de bruinalg (Desmarestia ligulata) versterkt gaat groeien en onder het wateroppervlak een nieuwe dichte boomkronenlaag vormt, die de lichtinval in de diepere lagen verhindert en zo het kelpwoud beschadigt. Het kunstmatig verbouwen van zeewier in een aquacultuur ontziet de natuurlijke kelpwouden en is bovendien economisch efficiënter.
- Ook temperatuurstijgingen van het water door de opwarming van de aarde zijn een bedreiging aangezien kelp koel water vereist.
- Voor Tasmanië worden veranderingen van zeestromingen geconstateerd die tot een teruggang van de wouden kunnen leiden.